# Svinský vrch
Svinský vrch (německy Sauberg) je vrchol v České republice ležící v Jizerských horách.

## Poloha
Svinský vrch se nachází na severním okraji Jizerských hor v katastrálním území Ludvíkov pod Smrkem, asi 3 km severovýchodně od městečka Lázně Libverda. Je součástí rozsochy vybíhající severozápadním směrem z nejvyšší hory české části pohoří Smrku, od jehož vrcholu je vzdálen asi 3,5 kilometru. Od západně položeného sousedního Závorníku a jižně položeného Vlašského hřebenu jej oddělují sedla s nadmořskou výškou lehce pod 680 metrů, ostatní svahy jsou prudké s výrazným převýšením.

## Vodstvo
Svinský vrch náleží do povodí říčky Lomnice (přítok Smědé). Na severozápadním úbočí pramení Ludvíkovský potok, východní stranu odvodňuje Ztracený potok.

## Vegetace
Svahy a vrcholové partie Svinského vrchu zalesněny převažujícím smrkem ztepilým a bukem lesním. Část je v současné době vykácena.

## Komunikace
V sedle jihovýchodně od vrcholu se nachází významné rozcestí lesních cest i turistických tras U Červeného buku. Jižním svahem prochází v nadmořské výšce přibližně 700 metrů kvalitní lesní cesta, přes vrchol přechází ve východo-západním směru pěšina. Značené nejsou. Pouze východním úbočí prochází žlutě značená turistická trasa z výše uvedeného rozcestí U Červeného buku na rozcestí Pod Svinským vrchem.